# Oh Love
«Oh Love» — пауэр-поп песня американской панк-рок-группы Green Day. Она была выпущена в качестве первого сингла с их девятого студийного альбома ¡Uno! 16 июля 2012 года, а её EP — 14 августа 2012 года. Песня была записана в студии Jingletown в середине 2012 года, но также игралась на секретных выступлениях группы в 2011 году.
Песня получила положительные отзывы и высокую оценку за музыкальный стиль и тон.

## Список композиций
Все тексты написаны Билли Джо Армстронгом, вся музыка написана Green Day.
| №  | Название  | Длительность |
| -- | --------- | ------------ |
| 1. | «Oh Love» | 5:03         |

| №  | Название                            | Длительность |
| -- | ----------------------------------- | ------------ |
| 1. | «Oh Love»                           | 5:03         |
| 2. | «American Idiot» (live)             | 2:55         |
| 3. | «Boulevard of Broken Dreams» (live) | 4:22         |
| 4. | «21 Guns» (live)                    | 5:22         |
| 5. | «Know Your Enemy» (live)            | 3:11         |

## Музыкальное видео
Текстовое видео на официальном канале группы в YouTube было выложено в 3D-формате.
Официальный клип на песню вышел 15 августа.

## Участники записи
- Билли Джо Армстронг — вокал, гитара;
- Майк Дёрнт — бас-гитара, бэк-вокал;
- Тре Кул — ударные.
- Джейсон Уайт — гитара

## Чарты
| Чарт (2012)                                       | Макс позиция |
| ------------------------------------------------- | ------------ |
| Australia (ARIA)                                  | 72           |
| Austria (Ö3 Austria Top 40)                       | 28           |
| Belgium (Ultratip Flanders)                       | 24           |
| Belgium (Ultratip Wallonia)                       | 23           |
| Canada (Canadian Hot 100)                         | 45           |
| Canada: Active Rock (America’s Music Charts)      | 1            |
| Canada: Alternative Rock (America’s Music Charts) | 3            |
| Czech Republic (IFPI)                             | 32           |
| Германия (GfK)                                    | 44           |
| Israel (Media Forest)                             | 6            |
| Italy (FIMI)                                      | 21           |
| Japan (Japan Hot 100)                             | 11           |
| Netherlands (Single Top 100)                      | 88           |
| Poland (Polish Singles Chart)                     | 34           |
| Швейцария (Schweizer Hitparade)                   | 65           |
| US Billboard Hot 100                              | 97           |
| US Rock Songs (Billboard)                         | 1            |
| US Alternative Songs (Billboard)                  | 3            |
| US Adult Pop Songs (Billboard)                    | 28           |